# Barrage de Peñitas
Le barrage de Peñitas ou barrage Ángel Albino Corzo est un barrage hydroélectrique sur le Rio Grijalva, situé 83 km au sud-ouest de la ville de Villahermosa, dans la municipalité d’ Ostuacán, dans l’État de Chiapas, dans le sud du Mexique. Il a une puissance installée de 420 MW, répartie en 4 turbines de 105 MW chacune, pour une production électrique annuelle de 2,035 TWh. 

## Histoire
La construction du barrage a commencé en 1979, et le lit de la rivière a été détournée en octobre 1983. En juin 1986, la structure du barrage était terminée avec le déversoir de droite, et en juillet de la même année, le barrage commençait à remplir son réservoir. En août, le déversoir a été testé ; l'évacuateur de crues de gauche ne sera pas terminé avant juillet 1987. La première génératrice du barrage a été mise en service en janvier 1987, et la dernière le 15 septembre de la même année. Les inondations de 1999 et 2007 ont mis à l’épreuve la protection limitée du barrage contre les inondations : en effet, les plaines de Tabasco ont été inondées, et plus d’un million d’habitants ont été touchés. Le gouvernement du Mexique a lancé un projet visant à accroître la capacité de lutte du barrage contre les inondations , qui est encore en phase de planification,. 
Une puissance hydroélectrique de 2 750 MW est installée dans le cours d'eau Rio Griljava- Mexcalapa, , avec une capacité annuelle de près de 15 TWh. Les centrales sont: 
- Barrage La Angostura Belisario Domínguez - 900 MW, 2,03 TWh
- Barrage de Chicoasén Manuel Moreno Torres - 2 350 MW, 6,0 TWh
- Barrage de Malpaso Netzahualcóyotl - 1 080 MW, 3,0 TWh
- Barrage de Peñitas Angel Albino Corzo - 420 MW, 1,45 TWh